# Unholzing
Unholzing ist ein Ortsteil der Gemeinde Postau im niederbayerischen Landkreis Landshut. 

## Lage
Das Kirchdorf Unholzing liegt etwas nordöstlich von Postau am Rande des Isartals.

## Geschichte
Zwischen 847 und 860 wurden Güter in Unholzing durch Bischof Erchanfried gegen Güter in Paindlkofen an das Kloster St. Quirinus in Tegernsee eingetauscht. Auf den Besitz dieses Klosters geht die Widmung der Dorfkirche an den hl. Quirinus zurück. Auch das Kloster Rohr hatte vom 12. bis 15. Jahrhundert hier Besitzungen. Die Monumenta Boica, eine Sammlung über frühere bayerische Geschichte, berichten von einer Kirche in Unholzing im 12. Jahrhundert. Schon seit 1438 gehörte Unholzing zur Pfarrei Moosthann und somit auch zu dem 1492 gestifteten Inkuratbenefizium Postau als Filialkirche.
1581 wurde Unholzing zur Hofmark ernannt und dem Adam Vetter von der Gilgen, Pfleger von Mainburg und bayerischer Hofratspräsident, gleichzeitig mit der Einöde Einaich zugeeignet. Da Vetter 1582 auch die Hofmark Oberköllnbach kaufte und seinen Besitz um Armannsberg, Pram, Gerabach und anderen Ortschaften erweiterte, war Unholzing nun lange Zeit vor allem mit den Besitzern von Oberköllnbach verbunden. Dem Adam Vetter folgte durch Einheirat 1692 Ladislaus von Törring als Hofmarksherr.
Nach dem Ende des Dreißigjährigen Krieges erwarb den gesamten Besitz der Graf von Haunsberg, dessen einzige Tochter Maria Febronia im Jahr 1700 den Grafen Leopold von Arco heiratete. Die Arco wurden dadurch Hofmarks- und Gerichtsherren von Unholzing, wobei jedoch die Abgabeverpflichtungen von bestimmten Höfen an das Kloster Tegernsee fortbestanden.
Nach der Gemeindebildung zu Beginn des 19. Jahrhunderts wurde Unholzing 1833 als eigenständige Gemeinde geführt. Die adelige Gerichtsbarkeit der Hofmark bestand zunächst als Patrimonialgericht weiter, bis dieses 1848 endgültig aufgelöst wurde. Im Zuge der Gebietsreform in Bayern kam die Gemeinde Unholzing am 1. April 1971 zur Gemeinde Postau.
1968 war Unholzing Drehort für den Film Jagdszenen aus Niederbayern. Einwohner der Gemeinde traten als Laiendarsteller in dem Film auf.

## Sehenswürdigkeiten
- Filialkirche St. Quirin. Bei den jüngsten Renovierungsarbeiten wurden Jahreszahlen am Dachstuhl und Gestühl gefunden, sodass sich die Erbauungszeit auf die Jahre 1735 bis 1740 festlegen lässt. Die umfangreichen Fresken entstanden um 1740 und zeigen unter anderem die Geschichte des hl. Quirin. Die einmanualige Orgel aus dem Jahr 1884 wurde von Ludwig Edenhofer aus Regen mit sechs Registern erbaut und ist original erhalten geblieben.[1]

## Vereine
- Bergschützen Postau-Unholzing
- Freiwillige Feuerwehr Unholzing. Sie wurde 1882 gegründet.